# Élections présidentielles sous la Cinquième République dans le Gard
Depuis l'adoption de la Constitution de la Cinquième République française en 1958, onze élections présidentielles ont eu lieu afin d'élire le président de la République. Cette page présente les résultats de ces élections dans le Gard.

## Synthèse des résultats du second tour
Jusqu'en 1988 le Gard vote plus à gauche que la France. En 1974 le département place ainsi en tête François Mitterrand devant Valéry Giscard d'Estaing. À partir de 1988, les électeurs votent dans la tendance nationale. Une droitisation apparaît en 2007 (Nicolas Sarkozy obtient 3 points de plus qu'au niveau national), confirmée en 2012 (Nicolas Sarkozy arrive en tête devant François Hollande). En 2017, Emmanuel Macron obtient 11,5 points de moins qu'au niveau national. Tendance qui se conforte en 2022 Marine Le Pen obtenant 10,7 points de plus qu'au niveau national, confirmant la droitisation du Gard sur le long-terme.
| année | Répartition des exprimés | Répartition des exprimés | Participation (% des inscrits) | Blancs ou nuls (% des votants) |

| 2022 | Emmanuel Macron (47,85 %) (France : 58,55 %) | Marine Le Pen (52,15 %) (France : 41,45 %) | 73,55 % (France : 71,99 %) | 9,08 % (France : 8,66 %) |

| 2017 | Emmanuel Macron (54,75 %) (France : 66,10 %) | Marine Le Pen (45,25 %) (France : 33,90 %) | 75,75 % (France : 74,56 %) | 12,59 % (France : 11,52 %) |

| 2012 | François Hollande (48,8 %) (France : 51,64 %) | Nicolas Sarkozy (51,2 %) (France : 48,36 %) | 82,85 % (France : 80,35 %) | 6,67 % (France : 5,82 %) |

| 2007 | Nicolas Sarkozy (56,12 %) (France : 53,06 %) | Ségolène Royal (43,88 %) (France : 46,94 %) | 86,2 % (France : 83,97 %) | 4,36 % (France : 4,20 %) |

| 2002 | Jacques Chirac (73,34 %) (France : 82,21 %) | J.-M. Le Pen (26,66 %) (France : 17,79 %) | 74,31 % (France : 79,71 %) | 3,09 % (France : 5,39 %) |

| 1995 | Jacques Chirac (51,07 %) (France : 52,64 %) | Lionel Jospin (48,93 %) (France : 47,36 %) | 81,3 % (France : 80,0 %) | 7,7 % (France : 6,0 %) |

| 1988 | François Mitterrand (54,35 %) (France : 54,02 %) | Jacques Chirac (45,65 %) (France : 45,98 % %) | 82,63 % (France : 81,35 %) | 1,98 % (France : 2,00 %) |

| 1981 | François Mitterrand (57,46 %) (France : 51,76 %) | Valéry Giscard d'Estaing (42,54 %) (France : 48,24 %) | 81,16 % (France : 81,09 %) | 1,79 % (France : 1,62 %) |

| 1974 | Valéry Giscard d'Estaing (44 %) (France : 50,81 %) | François Mitterrand (56 %) (France : 49,19 %) | 84,3 % (France : 84,23 %) | 0,94 % (France : 0,92 %) |

| 1969 | Georges Pompidou (55,91 %) (France : 58,21 %) | Alain Poher (44,09 %) (France : 41,79 %) | 76,2 % (France : 77,59 %) | 1,41 % (France : 1,29 %) |

| 1965 | Charles de Gaulle (39,92 %) (France : 55,20 %) | François Mitterrand (60,08 %) (France : 44,80 %) | 84,72 % (France : 84,75 %) | 1,06 % (France : 1,01 %) |

|  | ▲ |

## Résultats détaillés par scrutin

### 2022
Arrivé en tête du premier tour, le président sortant Emmanuel Macron (27,85 %) affronte Marine Le Pen (23,15 %), un duel identique à celui du scrutin de 2017. C'est la deuxième fois qu'un second tour opposant les mêmes candidats à deux scrutins présidentiels consécutifs a lieu après ceux où se sont affrontés Valéry Giscard d'Estaing et François Mitterrand en 1974 et 1981.
En troisième position avec 21,95 % des voix, Jean-Luc Mélenchon réalise le score le plus élevé de ses trois candidatures et arrive largement en tête de la gauche, mais échoue à accéder au second tour, avec environ 400 000 voix de moins que Marine Le Pen.
Une nouvelle fois, les partis politiques traditionnels sont absents du second tour, dans des proportions encore plus importantes que lors de la précédente élection. Le Parti socialiste et Les Républicains, représentés respectivement par Anne Hidalgo et Valérie Pécresse, s'effondrent avec des scores historiquement faibles et n'atteignent pas le seuil des 5 %, condition permettant d'être remboursé des frais de campagne.
Le second tour voit Emmanuel Macron l'emporter par 58,55 % des suffrages exprimés, permettant ainsi au président sortant d'entamer un second mandat. Le septennat ayant été aboli en 2000, il devient ainsi le premier président de la République française à être réélu pour un deuxième quinquennat, le deuxième président de la Cinquième République réélu hors période de cohabitation et le quatrième président de la Cinquième République réélu.
Dans le Gard, Marine Le Pen arrive en tête du premier tour avec 29,34 % des exprimés, suivie de Jean-Luc Mélenchon (21,46 %), Emmanuel Macron (21,32 %) et Éric Zemmour (9,29 %). Au second tour, les électeurs ont voté à 52,15 % pour Marine Le Pen contre 47,85 % pour Emmanuel Macron avec un taux de participation de 73,55 % des inscrits.
| Candidats                | Candidats                | Partis                   | Premier tour | Premier tour | Second tour | Second tour |
| Candidats                | Candidats                | Partis                   | Voix         | %            | Voix        | %           |
| ------------------------ | ------------------------ | ------------------------ | ------------ | ------------ | ----------- | ----------- |
|                          | Marine Le Pen            | RN                       | 121 480      | 29,34        | 193 666     | 52,15       |
|                          | Jean-Luc Mélenchon       | LFI                      | 88 827       | 21,46        |             |             |
|                          | Emmanuel Macron          | LREM                     | 88 278       | 21,32        | 177 669     | 47,85       |
|                          | Éric Zemmour             | REC                      | 38 479       | 9,29         |             |             |
|                          | Valérie Pécresse         | LR                       | 15 460       | 3,73         |             |             |
|                          | Jean Lassalle            | RES                      | 15 162       | 3,66         |             |             |
|                          | Yannick Jadot            | EELV                     | 14 974       | 3,62         |             |             |
|                          | Fabien Roussel           | PCF                      | 12 123       | 2,93         |             |             |
|                          | Nicolas Dupont-Aignan    | DLF                      | 8 137        | 1,97         |             |             |
|                          | Anne Hidalgo             | PS                       | 6 585        | 1,59         |             |             |
|                          | Philippe Poutou          | NPA                      | 2 706        | 0,65         |             |             |
|                          | Nathalie Arthaud         | LO                       | 1 768        | 0,43         |             |             |
|                          |                          |                          |              |              |             |             |
| Votes valides            | Votes valides            | Votes valides            | 413 979      | 98,03        | 371 335     | 90,92       |
| Votes blancs             | Votes blancs             | Votes blancs             | 5 840        | 1,38         | 27 684      | 6,78        |
| Votes nuls               | Votes nuls               | Votes nuls               | 2 496        | 0,59         | 9 410       | 2,30        |
| Total                    | Total                    | Total                    | 422 315      | 100          | 408 429     | 100         |
| Abstention               | Abstention               | Abstention               | 132 723      | 23,91        | 146 848     | 26,45       |
| Inscrits / participation | Inscrits / participation | Inscrits / participation | 555 038      | 76,09        | 555 277     | 73,55       |

### 2017
Le premier tour de l'élection présidentielle de 2017 voit s'affronter onze candidats. Emmanuel Macron arrive en tête devant Marine Le Pen et tous deux se qualifient pour le second tour. Néanmoins, avec François Fillon et Jean-Luc Mélenchon, les scores des quatre candidats ayant recueilli le plus de voix sont serrés (4,43 points entre le 1er et le 4e). Pour la première fois, aucun des candidats des deux partis politiques pourvoyeurs jusque-là des présidents de la Ve République, n'est présent au second tour. Celui-ci se tient le dimanche 7 mai et se solde par la victoire d'Emmanuel Macron, avec un total de 20 753 798 bulletins de vote en sa faveur, soit 66,10 % des suffrages exprimés, face à la candidate du Front national, qui recueille 33,90 %. Le scrutin est néanmoins marqué par une forte abstention et par un record de votes blancs ou nuls. 
Dans le Gard, Marine Le Pen arrive en tête du premier tour avec 29,3 % des exprimés, suivie de Jean-Luc Mélenchon (21,61 %), Emmanuel Macron (18,78 %), François Fillon (17,2 %) et Benoît Hamon (4,87 %). Au second tour, les électeurs ont voté à 54,75 % pour Emmanuel Macron contre 45,25 % pour Marine Le Pen avec un taux de participation de 75,75 % des inscrits.
|             | FN          | Marine Le Pen         | 123 273 | 29,3 %     | 161 125 | 45,25 %    |  |  |
|             | LFi         | Jean-Luc Mélenchon    | 90 905  | 21,61 %    |         |            |  |  |
|             | EM          | Emmanuel Macron       | 79 006  | 18,78 %    | 194 989 | 54,75 %    |  |  |
|             | LR          | François Fillon       | 72 366  | 17,2 %     |         |            |  |  |
|             | PS          | Benoît Hamon          | 20 473  | 4,87 %     |         |            |  |  |
|             | DlF         | Nicolas Dupont-Aignan | 17 808  | 4,23 %     |         |            |  |  |
|             | RES         | Jean Lassalle         | 5 946   | 1,41 %     |         |            |  |  |
|             | UPR         | François Asselineau   | 4 096   | 0,97 %     |         |            |  |  |
|             | NPA         | Philippe Poutou       | 4 044   | 0,96 %     |         |            |  |  |
|             | LO          | Nathalie Arthaud      | 2 092   | 0,5 %      |         |            |  |  |
|             | SeP         | Jacques Cheminade     | 673     | 0,16 %     |         |            |  |  |
|             |             |                       |         |            |         |            |  |  |
|             |             |                       | Nombre  | % inscrits | Nombre  | % inscrits |  |  |
| Inscrits    | Inscrits    | Inscrits              | 537 939 |            | 537 840 |            |  |  |
| Abstentions | Abstentions | Abstentions           | 107 277 | 19,94 %    | 130 425 | 24,25 %    |  |  |
| Votants     | Votants     | Votants               | 430 662 | 80,06 %    | 407 415 | 75,75 %    |  |  |
|             |             |                       |         |            |         |            |  |  |
|             |             |                       |         | % votants  |         | % votants  |  |  |
| Blancs      | Blancs      | Blancs                | 7 032   | 1,31 %     | 37 436  | 6,96 %     |  |  |
| Nuls        | Nuls        | Nuls                  | 2 948   | 0,55 %     | 13 865  | 2,58 %     |  |  |
| Exprimés    | Exprimés    | Exprimés              | 420 682 | 78,2 %     | 356 114 | 66,21 %    |  |  |

### 2012
Hollande, désigné par le PS à la suite d'une primaire ouverte, devance Sarkozy dès le premier tour de l'élection présidentielle de 2012 : c'est la première fois qu'un président sortant est ainsi devancé. Au second tour, Sarkozy est battu mais par un écart plus faible qu'attendu.
Dans le Gard, Marine Le Pen arrive en tête du premier tour avec 25,51 % des exprimés, suivie de Nicolas Sarkozy (24,86 %), François Fillon (24,11 %), Jean-Luc Mélenchon (13,33 %) et François Bayrou (6,91 %). Au second tour, les électeurs ont voté à 48,8 % pour François Hollande contre 51,2 % pour Nicolas Sarkozy avec un taux de participation de 82,81 % des inscrits.
|                | FN             | Marine Le Pen         | 106 646 | 25,51 %    |         |            |  |  |
|                | UMP            | Nicolas Sarkozy       | 103 927 | 24,86 %    | 202 995 | 51,2 %     |  |  |
|                | PS             | François Hollande     | 100 778 | 24,11 %    | 193 487 | 48,8 %     |  |  |
|                | FG             | Jean-Luc Mélenchon    | 55 731  | 13,33 %    |         |            |  |  |
|                | MoDem          | François Bayrou       | 28 893  | 6,91 %     |         |            |  |  |
|                | EELV           | Éva Joly              | 8 855   | 2,12 %     |         |            |  |  |
|                | DLF            | Nicolas Dupont-Aignan | 6 087   | 1,46 %     |         |            |  |  |
|                | NPA            | Philippe Poutou       | 4 215   | 1,01 %     |         |            |  |  |
|                | LO             | Nathalie Arthaud      | 1 946   | 0,47 %     |         |            |  |  |
|                | S&P            | Jacques Cheminade     | 948     | 0,23 %     |         |            |  |  |
|                |                |                       |         |            |         |            |  |  |
|                |                |                       | Nombre  | % inscrits | Nombre  | % inscrits |  |  |
| Inscrits       | Inscrits       | Inscrits              | 513 138 |            | 513 007 |            |  |  |
| Abstentions    | Abstentions    | Abstentions           | 87 990  | 17,15 %    | 88 196  | 17,19 %    |  |  |
| Votants        | Votants        | Votants               | 425 148 | 82,85 %    | 424 811 | 82,81 %    |  |  |
|                |                |                       |         |            |         |            |  |  |
|                |                |                       |         | % votants  |         | % votants  |  |  |
| Blancs ou nuls | Blancs ou nuls | Blancs ou nuls        | 7 122   | 1,68 %     | 28 329  | 6,67 %     |  |  |
| Exprimés       | Exprimés       | Exprimés              | 418 026 | 98,32 %    | 396 482 | 98,32 %    |  |  |

### 2007
Au premier tour de l'élection présidentielle de 2007, Sarkozy réussit à capter une partie des voix de Le Pen et arrive largement en tête. Royal est la première femme qualifiée pour le second tour d'une élection présidentielle. Elle est battue avec une avance de 6 points.
Dans le Gard, Nicolas Sarkozy arrive en tête du premier tour avec 30,45 % des exprimés, suivi de Ségolène Royal (23,31 %), François Bayrou (15,71 %), Jean-Marie Le Pen (15,44 %) et Olivier Besancenot (4,16 %). Au second tour, les électeurs ont voté à 56,12 % pour Nicolas Sarkozy contre 43,88 % pour Ségolène Royal avec un taux de participation de 86,19 % des inscrits.
|                | UMP            | Nicolas Sarkozy      | 126 711 | 30,45 %    | 226 132 | 56,12 %    |  |  |
|                | PS             | Ségolène Royal       | 97 027  | 23,31 %    | 176 806 | 43,88 %    |  |  |
|                | UDF            | François Bayrou      | 65 400  | 15,71 %    |         |            |  |  |
|                | FN             | Jean-Marie Le Pen    | 64 248  | 15,44 %    |         |            |  |  |
|                | LCR            | Olivier Besancenot   | 17 331  | 4,16 %     |         |            |  |  |
|                | GPA            | Marie-George Buffet  | 11 920  | 2,86 %     |         |            |  |  |
|                | MPF            | Philippe de Villiers | 8 391   | 2,02 %     |         |            |  |  |
|                | SE             | José Bové            | 7 204   | 1,73 %     |         |            |  |  |
|                | CPNT           | Frédéric Nihous      | 5 584   | 1,34 %     |         |            |  |  |
|                | Les Verts      | Dominique Voynet     | 5 505   | 1,32 %     |         |            |  |  |
|                | LO             | Arlette Laguiller    | 4 868   | 1,17 %     |         |            |  |  |
|                | CNRSP          | Gérard Schivardi     | 1 981   | 0,48 %     |         |            |  |  |
|                |                |                      |         |            |         |            |  |  |
|                |                |                      | Nombre  | % inscrits | Nombre  | % inscrits |  |  |
| Inscrits       | Inscrits       | Inscrits             | 488 899 |            | 488 820 |            |  |  |
| Abstentions    | Abstentions    | Abstentions          | 67 455  | 13,8 %     | 67 521  | 13,81 %    |  |  |
| Votants        | Votants        | Votants              | 421 444 | 86,2 %     | 421 299 | 86,19 %    |  |  |
|                |                |                      |         |            |         |            |  |  |
|                |                |                      |         | % votants  |         | % votants  |  |  |
| Blancs ou nuls | Blancs ou nuls | Blancs ou nuls       | 5 274   | 1,25 %     | 18 361  | 4,36 %     |  |  |
| Exprimés       | Exprimés       | Exprimés             | 416 170 | 98,75 %    | 402 938 | 95,64 %    |  |  |

### 2002
Après cinq années de cohabitation, un duel est attendu entre Chirac et le Premier ministre Jospin lors de l'élection présidentielle de 2002, mais, à la surprise générale, ce dernier est devancé par Le Pen au premier tour. Au second tour, Chirac bénéficie du ralliement de la gauche et reçoit un score sans précédent. Il s'agit de la première élection pour un mandat de cinq ans et non plus sept.
Dans le Gard, Jean-Marie  Le Pen arrive en tête du premier tour avec 24,85 % des exprimés, suivi de Jacques  Chirac (15,07 %), Lionel  Jospin (13,84 %), François Bayrou (6,1 %) et Jean  Saint-Josse (5,35 %). Au second tour, les électeurs ont voté à 73,34 % pour Jacques  Chirac contre 26,66 % pour Jean-Marie  Le Pen avec un taux de participation de 81,65 % des inscrits.
|                | FN             | Jean-Marie Le Pen       | 79 743  | 24,85 %    | 90 488  | 26,66 %    |  |  |
|                | RPR            | Jacques Chirac          | 48 342  | 15,07 %    | 248 906 | 73,34 %    |  |  |
|                | PS             | Lionel Jospin           | 44 406  | 13,84 %    |         |            |  |  |
|                | UDF            | François Bayrou         | 19 577  | 6,1 %      |         |            |  |  |
|                | CPNT           | Jean Saint-Josse        | 17 158  | 5,35 %     |         |            |  |  |
|                | PC             | Robert Hue              | 16 868  | 5,26 %     |         |            |  |  |
|                | MC             | Jean-Pierre Chevènement | 16 563  | 5,16 %     |         |            |  |  |
|                | LO             | Arlette Laguiller       | 16 332  | 5,09 %     |         |            |  |  |
|                | Les Verts      | Noël Mamère             | 13 901  | 4,33 %     |         |            |  |  |
|                | LCR            | Olivier Besancenot      | 12 556  | 3,91 %     |         |            |  |  |
|                | DL             | Alain Madelin           | 10 718  | 3,34 %     |         |            |  |  |
|                | MNR            | Bruno Mégret            | 9 969   | 3,11 %     |         |            |  |  |
|                | PRG            | Christiane Taubira      | 5 471   | 1,71 %     |         |            |  |  |
|                | Cap21          | Corinne Lepage          | 4 753   | 1,48 %     |         |            |  |  |
|                | FRS            | Christine Boutin        | 3 046   | 0,95 %     |         |            |  |  |
|                | PT             | Daniel Gluckstein       | 1 452   | 0,45 %     |         |            |  |  |
|                |                |                         |         |            |         |            |  |  |
|                |                |                         | Nombre  | % inscrits | Nombre  | % inscrits |  |  |
| Inscrits       | Inscrits       | Inscrits                | 445 562 |            | 445 500 |            |  |  |
| Abstentions    | Abstentions    | Abstentions             | 114 478 | 25,69 %    | 81 740  | 18,35 %    |  |  |
| Votants        | Votants        | Votants                 | 331 084 | 74,31 %    | 363 760 | 81,65 %    |  |  |
|                |                |                         |         |            |         |            |  |  |
|                |                |                         |         | % votants  |         | % votants  |  |  |
| Blancs ou nuls | Blancs ou nuls | Blancs ou nuls          | 10 229  | 3,09 %     | 24 366  | 6,7 %      |  |  |
| Exprimés       | Exprimés       | Exprimés                | 320 855 | 96,91 %    | 339 394 | 93,3 %     |  |  |

### 1995
Après une nouvelle cohabitation et alors que la droite est particulièrement divisée entre Chirac et le Premier ministre Balladur, Jospin réussit à arriver en tête au premier tour de l'élection présidentielle de 1995, malgré la très lourde défaite de la gauche aux législatives de 1993. Au second tour, il est battu par Chirac.
Dans le Gard, Lionel Jospin arrive en tête du premier tour avec 21,54 % des exprimés, suivi de Jean-Marie Le Pen (20,28 %), Édouard Balladur (16,34 %), Jacques Chirac (16,16 %) et Robert Hue (12,82 %). Au second tour, les électeurs ont voté à 51,07 % pour Jacques Chirac contre 48,93 % pour Lionel Jospin avec un taux de participation de 81,28 % des inscrits.
|                | PS             | Lionel Jospin        | 70 874  | 21,54 %    | 154 201 | 48,93 %    |  |  |
|                | FN             | Jean-Marie Le Pen    | 66 729  | 20,28 %    |         |            |  |  |
|                | RPR            | Édouard Balladur     | 53 776  | 16,34 %    |         |            |  |  |
|                | RPR            | Jacques Chirac       | 53 159  | 16,16 %    | 160 972 | 51,07 %    |  |  |
|                | PC             | Robert Hue           | 42 183  | 12,82 %    |         |            |  |  |
|                | LO             | Arlette Laguiller    | 16 973  | 5,16 %     |         |            |  |  |
|                | MPF            | Philippe de Villiers | 14 737  | 4,48 %     |         |            |  |  |
|                | Les Verts      | Dominique Voynet     | 9 823   | 2,99 %     |         |            |  |  |
|                | S&P            | Jacques Cheminade    | 793     | 0,24 %     |         |            |  |  |
|                |                |                      |         |            |         |            |  |  |
|                |                |                      | Nombre  | % inscrits | Nombre  | % inscrits |  |  |
| Inscrits       | Inscrits       | Inscrits             | 420 294 |            | 420 214 |            |  |  |
| Abstentions    | Abstentions    | Abstentions          | 82 258  | 19,57 %    | 78 685  | 18,72 %    |  |  |
| Votants        | Votants        | Votants              | 338 036 | 80,43 %    | 341 529 | 81,28 %    |  |  |
|                |                |                      |         |            |         |            |  |  |
|                |                |                      |         | % votants  |         | % votants  |  |  |
| Blancs ou nuls | Blancs ou nuls | Blancs ou nuls       | 8 989   | 2,66 %     | 26 356  | 7,72 %     |  |  |
| Exprimés       | Exprimés       | Exprimés             | 329 047 | 97,34 %    | 315 173 | 92,28 %    |  |  |

### 1988
Après deux ans de cohabitation, Mitterrand affronte le Premier ministre Chirac lors de l'élection présidentielle de 1988. Le Pen obtient au premier tour un score jusque-là sans précédent pour un parti d'extrême droite. Au second tour, Mitterrand est facilement réélu.
Dans le Gard, François Mitterrand arrive en tête du premier tour avec 29,05 % des exprimés, suivi de Jean-Marie Le Pen (20,59 %), Jacques Chirac (15,36 %), Raymond Barre (14,56 %) et André Lajoinie (12,07 %). Au second tour, les électeurs ont voté à 54,35 % pour François Mitterrand contre 45,65 % pour Jacques Chirac avec un taux de participation de 85,1 % des inscrits.
|                | PS                    | François Mitterrand | 92 800  | 29,05 %    | 174 078 | 54,35 %    |  |  |
|                | FN                    | Jean-Marie Le Pen   | 65 778  | 20,59 %    |         |            |  |  |
|                | RPR                   | Jacques Chirac      | 49 060  | 15,36 %    | 146 228 | 45,65 %    |  |  |
|                | SE                    | Raymond Barre       | 46 525  | 14,56 %    |         |            |  |  |
|                | PC                    | André Lajoinie      | 38 566  | 12,07 %    |         |            |  |  |
|                | Les Verts             | Antoine Waechter    | 10 514  | 3,29 %     |         |            |  |  |
|                | Communiste rénovateur | Pierre Juquin       | 9 420   | 2,95 %     |         |            |  |  |
|                | LO                    | Arlette Laguiller   | 5 611   | 1,76 %     |         |            |  |  |
|                | MPT                   | Pierre Boussel      | 1 190   | 0,37 %     |         |            |  |  |
|                |                       |                     |         |            |         |            |  |  |
|                |                       |                     | Nombre  | % inscrits | Nombre  | % inscrits |  |  |
| Inscrits       | Inscrits              | Inscrits            | 394 396 |            | 394 448 |            |  |  |
| Abstentions    | Abstentions           | Abstentions         | 68 487  | 17,37 %    | 58 762  | 14,9 %     |  |  |
| Votants        | Votants               | Votants             | 325 909 | 82,63 %    | 335 686 | 85,1 %     |  |  |
|                |                       |                     |         |            |         |            |  |  |
|                |                       |                     |         | % votants  |         | % votants  |  |  |
| Blancs ou nuls | Blancs ou nuls        | Blancs ou nuls      | 6 445   | 1,98 %     | 15 380  | 4,58 %     |  |  |
| Exprimés       | Exprimés              | Exprimés            | 319 464 | 98,02 %    | 320 306 | 95,42 %    |  |  |

### 1981
Lors de l'élection présidentielle de 1981, Giscard d'Estaing arrive en tête au premier tour et affronte, comme la fois précédente, Mitterrand. Pour la première fois, un président sortant est battu : Mitterrand devient le premier président de gauche de la Ve République.
Dans le Gard, Valéry Giscard d'Estaing arrive en tête du premier tour avec 25,37 % des exprimés, suivi de Georges Marchais (25,13 %), François Mitterrand (24,19 %), Jacques Chirac (13,93 %) et Brice Lalonde (3,87 %). Au second tour, les électeurs ont voté à 56 % pour François Mitterrand contre 42,54 % pour Valéry Giscard d'Estaing avec un taux de participation de 85,93 % des inscrits.
|                | UDF            | Valéry Giscard d'Estaing | 73 594  | 25,37 %    | 129 009 | 42,54 %    |  |  |
|                | PC             | Georges Marchais         | 72 917  | 25,13 %    |         |            |  |  |
|                | PS             | François Mitterrand      | 70 173  | 24,19 %    | 174 279 | 57,46 %    |  |  |
|                | RPR            | Jacques Chirac           | 40 407  | 13,93 %    |         |            |  |  |
|                | MEP            | Brice Lalonde            | 11 235  | 3,87 %     |         |            |  |  |
|                | LO             | Arlette Laguiller        | 6 259   | 2,16 %     |         |            |  |  |
|                | MRG            | Michel Crépeau           | 4 991   | 1,72 %     |         |            |  |  |
|                | Divers droite  | Michel Debré             | 4 390   | 1,51 %     |         |            |  |  |
|                | Divers droite  | Marie-France Garaud      | 3 264   | 1,13 %     |         |            |  |  |
|                | PSU            | Huguette Bouchardeau     | 2 881   | 0,99 %     |         |            |  |  |
|                |                |                          |         |            |         |            |  |  |
|                |                |                          | Nombre  | % inscrits | Nombre  | % inscrits |  |  |
| Inscrits       | Inscrits       | Inscrits                 | 363 950 |            | 363 870 |            |  |  |
| Abstentions    | Abstentions    | Abstentions              | 68 564  | 18,84 %    | 51 180  | 14,07 %    |  |  |
| Votants        | Votants        | Votants                  | 295 386 | 81,16 %    | 312 690 | 85,93 %    |  |  |
|                |                |                          |         |            |         |            |  |  |
|                |                |                          |         | % votants  |         | % votants  |  |  |
| Blancs ou nuls | Blancs ou nuls | Blancs ou nuls           | 5 275   | 1,79 %     | 9 402   | 3,01 %     |  |  |
| Exprimés       | Exprimés       | Exprimés                 | 290 111 | 98,21 %    | 303 288 | 96,99 %    |  |  |

### 1974
L'élection présidentielle de 1974 est une élection anticipée à la suite de la mort de Pompidou. Mitterrand, candidat unique de la gauche, est largement en tête au premier tour devant Giscard d'Estaing, qui distance lui-même Chaban-Delmas. Au terme d'une campagne animée, marquée par un débat télévisé tendu, Giscard d'Estaing l'emporte avec une très courte avance.
Dans le Gard, François Mitterrand arrive en tête du premier tour avec 50,67 % des exprimés, suivi de Valéry Giscard d'Estaing (29,03 %), Jacques Chaban-Delmas (12,47 %), Arlette Laguiller (2,13 %) et Jean Royer (2,07 %). Au second tour, les électeurs ont voté à 56 % pour François Mitterrand contre 44 % pour Valéry Giscard d'Estaing avec un taux de participation de 88,45 % des inscrits.
|                | PS             | François Mitterrand       | 127 269 | 50,67 %    | 147 059 | 56 %       |  |  |
|                | RI             | Valéry Giscard d'Estaing' | 72 911  | 29,03 %    | 115 539 | 44 %       |  |  |
|                | UDR            | Jacques Chaban-Delmas     | 31 316  | 12,47 %    |         |            |  |  |
|                | LO             | Arlette Laguiller         | 5 342   | 2,13 %     |         |            |  |  |
|                | SE             | Jean Royer                | 5 198   | 2,07 %     |         |            |  |  |
|                | SE, écologiste | René Dumont               | 3 336   | 1,33 %     |         |            |  |  |
|                | FN             | Jean-Marie Le Pen         | 2 249   | 0,9 %      |         |            |  |  |
|                | FCR            | Alain Krivine             | 1 292   | 0,51 %     |         |            |  |  |
|                | MDSF           | Émile Muller              | 1 157   | 0,46 %     |         |            |  |  |
|                | NAR            | Bertrand Renouvin         | 532     | 0,21 %     |         |            |  |  |
|                | MFE            | Jean-Claude Sebag         | 378     | 0,15 %     |         |            |  |  |
|                |                |                           |         |            |         |            |  |  |
|                |                |                           | Nombre  | % inscrits | Nombre  | % inscrits |  |  |
| Inscrits       | Inscrits       | Inscrits                  | 300 802 |            | 300 678 |            |  |  |
| Abstentions    | Abstentions    | Abstentions               | 47 231  | 15,7 %     | 34 731  | 11,55 %    |  |  |
| Votants        | Votants        | Votants                   | 253 571 | 84,3 %     | 265 947 | 88,45 %    |  |  |
|                |                |                           |         |            |         |            |  |  |
|                |                |                           |         | % votants  |         | % votants  |  |  |
| Blancs ou nuls | Blancs ou nuls | Blancs ou nuls            | 2 392   | 0,94 %     | 3 349   | 1,26 %     |  |  |
| Exprimés       | Exprimés       | Exprimés                  | 251 179 | 99,06 %    | 262 598 | 98,74 %    |  |  |

### 1969
L'élection présidentielle de 1969 est une élection anticipée à la suite de la démission de De Gaulle. La gauche se lance désunie dans la course et, bien que Duclos (PCF) manque de le devancer, c'est le président par intérim Poher qui accède au second tour face à l'ex-Premier ministre Pompidou. Alors que Duclos refuse d'appeler à voter au second tour pour « bonnet blanc ou blanc bonnet », Pompidou est finalement largement élu.
Dans le Gard, Georges Pompidou arrive en tête du premier tour avec 37,93 % des exprimés, suivi de Jacques Duclos (30,29 %), Alain Poher (20,51 %), Gaston Defferre (5,29 %) et Michel Rocard (3,67 %). Au second tour, les électeurs ont voté à 55,91 % pour Georges Pompidou contre 44,09 % pour Alain Poher avec un taux de participation de 62,84 % des inscrits.
|                | UDR            | Georges Pompidou | 81 998  | 37,93 %    | 92 281  | 55,91 %    |  |  |
|                | PC             | Jacques Duclos   | 65 483  | 30,29 %    |         |            |  |  |
|                | CD             | Alain Poher      | 44 334  | 20,51 %    | 72 778  | 44,09 %    |  |  |
|                | SFIO           | Gaston Defferre  | 11 427  | 5,29 %     |         |            |  |  |
|                | PSU            | Michel Rocard    | 7 941   | 3,67 %     |         |            |  |  |
|                | SE             | Louis Ducatel    | 2 769   | 1,28 %     |         |            |  |  |
|                | LC             | Alain Krivine    | 2 212   | 1,02 %     |         |            |  |  |
|                |                |                  |         |            |         |            |  |  |
|                |                |                  | Nombre  | % inscrits | Nombre  | % inscrits |  |  |
| Inscrits       | Inscrits       | Inscrits         | 287 719 |            | 287 619 |            |  |  |
| Abstentions    | Abstentions    | Abstentions      | 68 468  | 23,8 %     | 106 874 | 37,16 %    |  |  |
| Votants        | Votants        | Votants          | 219 251 | 76,2 %     | 180 745 | 62,84 %    |  |  |
|                |                |                  |         |            |         |            |  |  |
|                |                |                  |         | % votants  |         | % votants  |  |  |
| Blancs ou nuls | Blancs ou nuls | Blancs ou nuls   | 3 087   | 1,41 %     | 15 686  | 8,68 %     |  |  |
| Exprimés       | Exprimés       | Exprimés         | 216 164 | 98,59 %    | 165 059 | 91,32 %    |  |  |

### 1965
L'élection présidentielle de 1965 est la première élection au suffrage universel direct à la suite du référendum d'octobre 1962. De Gaulle est mis en ballottage, à la surprise générale, par Mitterrand, candidat unique de la gauche. La campagne du second tour est axée sur l'Europe et les relations internationales ainsi que sur l'armement nucléaire. De Gaulle est finalement réélu avec une large avance.
Dans le Gard, François Mitterrand arrive en tête du premier tour avec 44,49 % des exprimés, suivi de Charles de Gaulle (31,56 %), Jean Lecanuet (12,44 %), Jean-Louis Tixier-Vignancour (8,47 %) et Pierre Marcilhacy (1,83 %). Au second tour, les électeurs ont voté à 60,08 % pour François Mitterrand contre 39,92 % pour Charles de Gaulle avec un taux de participation de 85,15 % des inscrits.
|                | CIR            | François Mitterrand          | 104 144 | 44,49 %    | 138 455 | 60,08 %    |  |  |
|                | UNR            | Charles de Gaulle            | 73 892  | 31,56 %    | 92 004  | 39,92 %    |  |  |
|                | MRP            | Jean Lecanuet                | 29 121  | 12,44 %    |         |            |  |  |
|                | SE             | Jean-Louis Tixier-Vignancour | 19 821  | 8,47 %     |         |            |  |  |
|                | PLE            | Pierre Marcilhacy            | 4 280   | 1,83 %     |         |            |  |  |
|                | SE             | Marcel Barbu                 | 2 842   | 1,21 %     |         |            |  |  |
|                |                |                              |         |            |         |            |  |  |
|                |                |                              | Nombre  | % inscrits | Nombre  | % inscrits |  |  |
| Inscrits       | Inscrits       | Inscrits                     | 279 277 |            | 279 156 |            |  |  |
| Abstentions    | Abstentions    | Abstentions                  | 42 677  | 15,28 %    | 41 465  | 14,85 %    |  |  |
| Votants        | Votants        | Votants                      | 236 600 | 84,72 %    | 237 691 | 85,15 %    |  |  |
|                |                |                              |         |            |         |            |  |  |
|                |                |                              |         | % votants  |         | % votants  |  |  |
| Blancs ou nuls | Blancs ou nuls | Blancs ou nuls               | 2 500   | 1,06 %     | 7 232   | 3,04 %     |  |  |
| Exprimés       | Exprimés       | Exprimés                     | 234 100 | 98,94 %    | 230 459 | 96,96 %    |  |  |